# Route nationale 571
Die N571 war von 1933 bis 1973 eine französische Nationalstraße, die zwischen der N570 südlich von Avignon und Saint-Rémy-de-Provence verlief. Ihre Länge betrug 17 Kilometer.